# François Espinasse
Pour les articles homonymes, voir Espinasse.
François Espinasse, né le 2 octobre 1961 à Juvisy-sur-Orge, est un organiste français.

## Biographie
Il effectue ses études musicales au conservatoire national de région de Toulouse. Il obtient son premier prix d'orgue dans la classe de Xavier Darasse. Il se perfectionne par la suite avec l'organiste André Isoir. 
Il est organiste titulaire de l'église Saint-Séverin à Paris, professeur d'orgue au Conservatoire national supérieur de musique et de danse de Lyon, membre-rapporteur de la Commission Supérieure des Monuments Historiques (section orgues et instruments de musique) jusqu'en 2022. En 2010, il est nommé organiste titulaire par quartiers de l'orgue de la Chapelle royale du château de Versailles avec Michel Bouvard, Frédéric Desenclos et Jean-Baptiste Robin.
Il est lauréat de plusieurs concours internationaux (Toulouse, Tokyo-Musashino au Japon). Sa carrière internationale de concertiste et de pédagogue (masterclasses, séminaires...) l'a amené à se produire dans plus d'une vingtaine de pays jusqu'à présent. Passionné par la création contemporaine, il a notamment créé des œuvres de Gilbert Amy, Betsy Jolas, Pierre Farago, Philippe Hurel...
Il est régulièrement invité comme membre du jury des concours d'orgues internationaux (Odense, Innsbruck, Chartres dont il est membre du comité artistique, Toulouse, Tokyo...). Il est membre du comité fondateur de la revue française Orgues Nouvelles.

## Discographie
- Variations sur un psaume huguenot d'André Isoir à l'orgue de l'église Saint-Germain-des-Prés à Paris (coffret Erato Les orgues de Paris)
- Œuvres de Louis Marchand et Jean-Adam Guilain à l'orgue de la Trinité de l'Abbaye d'Ottobeuren (Allemagne) (BMG)
- Les Six Sonates de Carl Philipp Emanuel Bach à l'orgue de Fère en Tardenois (BMG)
- Œuvres de Jean-Sébastien Bach à l'orgue de Porrentruy (Suisse) (BMG)
- Œuvres de Louis-Nicolas Clérambault et Pierre Du Mage à l'orgue de St-Pons de Thomières (BMG)
- Œuvres de musique espagnole à l'orgue de Carinena en Espagne (Tempéraments Radio-France)
- Le Chemin de Croix de Pierre Bellego (œuvres du Temps de la Passion). Texte dit par l'acteur Michael Lonsdale (Studio SM)
- Œuvres d'Olivier Messiaen, Gilbert Amy et Xavier Darasse pour le festival Toulouse les Orgues (Hortus)
- Deux siècles d'orgue à la Chapelle Royale du Château de Versailles (avec Michel Bouvard, Frédéric Desenclos et Jean-Baptiste Robin) (Alpha Productions)
- Œuvres de J.S Bach transcrites pour orgue par André Isoir. (avec Michel Bouvard) (La Dolce Volta)
- Livre d'orgue de Nicolas de Grigny(avec Michel Bouvard) (Château de Versailles Spectacles)

## Sources
- François Espinasse (Association des Grandes Orgues de Chartres)